# Малобавд
Малобавд (Mallobaudes) e франкски крал през 4 век, който служи като генерал в римската войска и има титлата comes domesticorum. Не е ясно дали не са две различни личности с това име.

## Биография
През 354 г. той e tribunus armaturarum на римската войска и е важен привърженик на Клавдий Силван в Галия, който през 355 г. се обявява за анти-император. Когато Силван след 28 дена е смъкнат, Малобавд запазва позицията си и е произведен от Грациан на comes domesticorum (комендант на гвардейска войска). През 378 г. той става заместник-комендант на войската в Галия. Командва войската (може да е и друг с това име) в битката при Аргентовария в Елзас. Побеждава алеманския крал Приарий.
През 380 г. убива алеманския крал Макриан, който също е римски съюзник (федерат) и е бил навлязъл в територията на франките.